# Takuma Mizutani
Takuma Mizutani (japanisch 水谷 拓磨 Mizutani Takuma; * 24. April 1996 in Shizuoka) ist ein japanischer Fußballspieler.

## Karriere
Mizutani erlernte das Fußballspielen in der Jugendmannschaft von Shimizu S-Pulse. Hier unterschrieb er 2014 auch seinen ersten Profivertrag. Der Verein spielte in der ersten japanischen Liga, der J1 League. Am Ende der Saison 2015 stieg er mit dem Verein in die zweite Liga ab. Für den Verein absolvierte er elf Erstligaspiele. Im Juni 2016 wurde er an den FC Imabari ausgeliehen. 2018 kehrte er zum Erstligisten Shimizu S-Pulse zurück. Im Januar 2020 unterschrieb er in Nagano einen Vertrag beim Drittligisten AC Nagano Parceiro. Hier stand er drei Spielzeiten unter Vertrag und absolvierte 91 Drittligaspiele. Zu Beginn der Saison 2023 unterschrieb er im Januar 2023 einen Vertrag beim Zweitligisten Blaublitz Akita.